# Peter van Cantabrië
Peter of Pedro (overl. 730) was hertog van Cantabrië. 

## Biografie
Wellicht was hij de zoon van de Visigotische koning Erwig. 
Volgens islamitische kronieken belegerde Musa ibn Nusair in 714 de hoofdstad van Cantabrië, Amaya, en dit al voor de tweede keer. Peter leidde als dux zijn volk de bergen in en sloot een verbond met Pelayo van  Asturië tegen de invallers, die in de Slag bij Covadonga verslagen werden.  
De gebieden van de beide heersers werden verenigd door het huwelijk van Peters zoon Alfons met Pelayo's dochter Ermesinda. 

## Gezin en nalatenschap
Peter van Cantabrië was de vader van:
- Alfonso of Alonso, de later koning Alfons I van Asturië
- Fruele, de latere koning Fruela van Cantabrië

De Pérez-dynastie van koningen van Asturië is naar hem genoemd. 